# Luka Leško
Luka Leško (Zagreb, 1989.), doktor je društvenih znanosti, znanstvene grane kineziološke antropologije, vrhunski športaš i reprezentativac Hrvatske u judu u razdoblju od 2004. do 2011. godine (kategorija u uzrastu seniora do 100 kilograma).

## Obrazovanje
- Doktorat na Poslijediplomskom doktorskom studiju kineziologije na Kineziološkom fakultetu u Zagrebu (znanstvena grana kineziološka antropologija) završava u manje od tri godine, s izvrsnim prosjekom ocjena.[1][2]
- Međunarodna olimpijska akademija (Olimpija, Grčka)[3][4]
- UN Akademija Hrvatskog društva za Ujedinjene narode[5][6]
- Project management for Business Professionals (Project Management Institute i Alfred State College of Technology New York, SAD)
- Magisterij na Kineziološkom fakultetu u Zagrebu (magistar kineziologije s usmjerenjem judo)[7]
- Erasmus+ Transnational Cooperation Activities program Europske komisije (Bruxelles, Belgija)
- Športska gimnazija u Zagrebu

## Profesionalna karijera
Tijekom diplomskog studija sudjeluje u radu Hrvatskog športskog muzeja, Udruge Nikola Tesla - genij za budućnost, te je član Nacionalnog odbora za organizaciju športsko-rekreativnih aktivnosti u suradnji s “International Sport and Culture Association”. 
Radio je kao trener u Judo klubu “Samobor” i „Akademskom judo klubu Mladost Zagreb”.
Godine 2015. imenovan je članom Odbora za šport Europskih sveučilišnih igara Zagreb–Rijeka 2016., najmasovnijeg multišportskog natjecanja u povijesti Republike Hrvatske, na kojemu je obnašao funkciju operativnog voditelja Odbora za šport u pripremi i voditelja Ureda za šport u fazi realizacije manifestacije.
Godine 2017. postaje voditeljem znanstvenog odjela tvrtke za razvoj sustava za digitalnu antropometriju i procjenu zdravstvenih rizika, koji je na poziv predstavio međunarodnoj športskoj zajednici tijekom Olimpijskih igara u Rio de Janeiru 2016. godine. Navedeni sustav nositelj je pečata izvrsnosti Europske komisije, odabran u 10 najboljih svjetskih inovacija iz područja športa i fitnesa u izboru HYPE Fondacije, krovne svjetske organizacije za športske inovacije.
Godine 2017. odabran je kao nacionalni predstavnik Hrvatske olimpijske akademije za sudjelovanje na simpoziju Međunarodne olimpijske akademije u Olimpiji (Grčka) na temu “Upravljanja u športu i olimpijskom pokretu”. Iste godine sudjelovao je na Athlete Career programu Međunarodnog olimpijskog odbora.
Aktivan je u publiciranju znanstvenih i stručnih djela, sudjelovao na više znanstvenih i stručnih skupova te na najvećim specijaliziranim sajmovima športa i fitnesa (najveći europski sajam “FIBO” u Kölnu,  jedan od najvećih svjetskih sajmova “FitExpo” u Los Angelesu i sl.). 
Ulogu vanjskog suradnika Kineziološkog fakulteta u Zagrebu obnašao je na kolegijima Judo, Poduzetništvo u športu i Menadžment športskih organizacija.

## Športska karijera
Nositelj je crnog pojasa u judu. Više godina uzastopno bio je stipendist Hrvatskog olimpijskog odbora za vrhunske športaše. Osam godina uzastopno bio je reprezentativac Republike Hrvatske (2004. do 2011. godine), te 12 puta prvak države.
Tri puta proglašavan je najboljim hrvatskim judašem godine u uzrastu do 20 i do 23 godine od strane Hrvatskog judo saveza.
Osvajač je 6 medalja s Europskih/Svjetskih kupova do 20 godina, 5. mjesta na Europskom prvenstvu do 20 godina i 5. mjesta na Europskom kupu za seniore u kategoriji do 100 kilograma.
Sudionik je dva Svjetska prvenstva do 20 godina, Svjetskog vojnog prvenstva, 10 Europskih prvenstava, Europskog olimpijskog festivala mladih (EYOF), Europskog sveučilišnog judo prvenstva i Univerzijade.
Najzapaženije športske rezultate ostvario je pod vodstvom trenera Nikole Bućana.